# Boonmee Boonrod
Boonmee Boonrod (tiếng Thái: บุญมี บุญรอด sinh ngày 10 tháng 10 năm 1982), còn được biết với tên đơn giản Mee (tiếng Thái: มี) là một cầu thủ bóng đá người Thái Lan thi đấu ở vị trí hậu vệ trái  cho Phrae United.